# Sergueï Podolinsky
Sergueï Podolinsky (19 juillet 1850 - 12 juin 1891) est un médecin, économiste et militant socialiste russe.

## Biographie
Sa mère, Maria Kudasheva est d'ascendance française (elle compte une de Choiseule-Gouffier parmi ses aïeux) ; son père Andrii est noble et versifie. En 1867 Sergueï entre à l'université impériale St. Vladimir de Kiev ; il y étudie les sciences naturelles. Diplômé en 1871, il gagne Zurich afin d'y suivre des études de médecine. Il y fréquente également la jeunesse révolutionnaire russe. En 1872, il assiste à Paris aux conférences de Claude Bernard. De 1873 à 1876, il étudie à Breslau où il devient docteur en médecine. Il complète cette formation par des études d'économie politique, d'histoire et de philosophie. À Kiev, il épouse Natalia Andreeva. En 1878, le couple doit quitter la Russie et s'installe en France. Il doit plus tard faire face au décès de deux de ses trois enfants morts de méningite, alors même qu'il est quitté par sa femme. Du fait de ses difficultés financières mais aussi de santé, il sera assisté par sa mère (à Clamart). En 1880-81, il forme le Cercle ukrainien de Genève avec Mykhaïlo Pavlyk et Mykhaïlo Drahomanov autour de la revue Hromada que l'argent reçu de ses parents aide à financer. En mai 1885 sa mère l'enverra à Kiev où il dépérit dans un état de démence. La mort le prend le 30 juin 1891. On l'enterre au cimetière Zverinetsky.

## Podolinsky, Marx-Engels et la thermodynamique
Il avait en vue de concilier la pensée socialiste et la deuxième loi de la thermodynamique et de faire la synthèse entre Karl Marx, Charles Darwin et Sadi Carnot . Il s’inscrit comme un des premiers parmi une longue liste d’auteurs, souvent de formation scientifique, qui ont été frappés par le caractère économique du concept d’énergie tels qu'Ernest Solvay, Nicholas Georgescu-Roegen, René Passet … 
Selon Jean-Claude Michéa, Marx était intéressé par les idées de Podolinsky mais il s'en écarta après s'être rendu compte qu'elles se rapprochaient de Thomas Malthus auquel il s'opposait. Ce fut donc un grand rendez-vous manqué entre écologie et marxisme   .
Paul Burkett et John Bellamy Foster examinant l’intérêt de Marx et d'Engels pour les sciences physiques de leur époque mais aussi analysant leur connaissance des affirmations de Podolinsky, notamment en leurs diverses traductions, s'inscrivent en faux contre les interprétations de Juan Martinez-Alier et de J.M. Naredo qui ont été ensuite reprises et développées par beaucoup d'auteurs.